# Relaciones Canadá-El Salvador
Las Relaciones Canadá-El Salvador se refieren a las relaciones bilaterales entre Canadá y la República de El Salvador. Ambos países son miembros de las Naciones Unidas y la Organización de los Estados Americanos.

## Historia
Las relaciones diplomáticas entre Canadá y El Salvador se establecieron el 29 de diciembre de 1961. El Salvador abrió su embajada en Ottawa en 1973. Al principio, Canadá acreditó a un embajador ante El Salvador con sede en Costa Rica y luego desde Guatemala. En 1995, Canadá abrió una oficina diplomática en San Salvador antes de establecer una embajada residente en 2005.
Durante la Guerra Civil salvadoreña, Canadá aceptó a miles de refugiados salvadoreños que huían de la guerra. En 1981, Canadá cortó la ayuda a El Salvador debido a las preocupaciones sobre los escuadrones de la muerte en el país. La ayuda fue renovada en 1985. Después de la firma de los Acuerdos de Paz de Chapultepec en enero de 1992; Canadá prometió hasta $5 millones de dólares para el alivio de la pobreza, la promoción de los derechos humanos y la democratización en El Salvador.
En enero de 2001, un terremoto mató a más de 900 personas en El Salvador. Canadá envió de inmediato un Escuadrón de Transporte canadiense con suministros de ayuda a El Salvador. Entre 2001 y 2010, Canadá y El Salvador (junto con Guatemala, Honduras y Nicaragua) negociaron un Tratado de Libre Comercio entre Canadá y América Central, sin embargo, después de doce rondas de negociaciones, no se había llegado a un acuerdo y el tratado de libre comercio sigue sin efecto.
En octubre de 2018, ambas naciones firmaron un acuerdo para el transporte aéreo directo. En 2018, ambas naciones celebraron 57 años de relaciones diplomáticas.

## Visitas de alto nivel
Visitas de alto nivel de Canadá a El Salvador
- Viceministro de Relaciones Exteriores Jon Allen (2011)
- Ministra de Estado de Relaciones Exteriores Diane Ablonczy (2011)
- Viceministro de Relaciones Exteriores Michael Grant (2018)

Visitas de alto nivel de El Salvador a Canadá
- Presidente Francisco Flores (2001)

## Comercio
En 2023, el comercio entre Canadá y El Salvador ascendió a US$256 millones de dólares. Las principales exportaciones de Canadá a El Salvador incluyen: papel y cartón, plásticos, grasas y aceites, y maquinaria. Las principales exportaciones de El Salvador a Canadá incluyen: azúcar, ropa y café. En 2016, la inversión directa canadiense en El Salvador fue de $965 millones de dólares. La compañía multinacional canadiense, Scotiabank, opera en El Salvador.

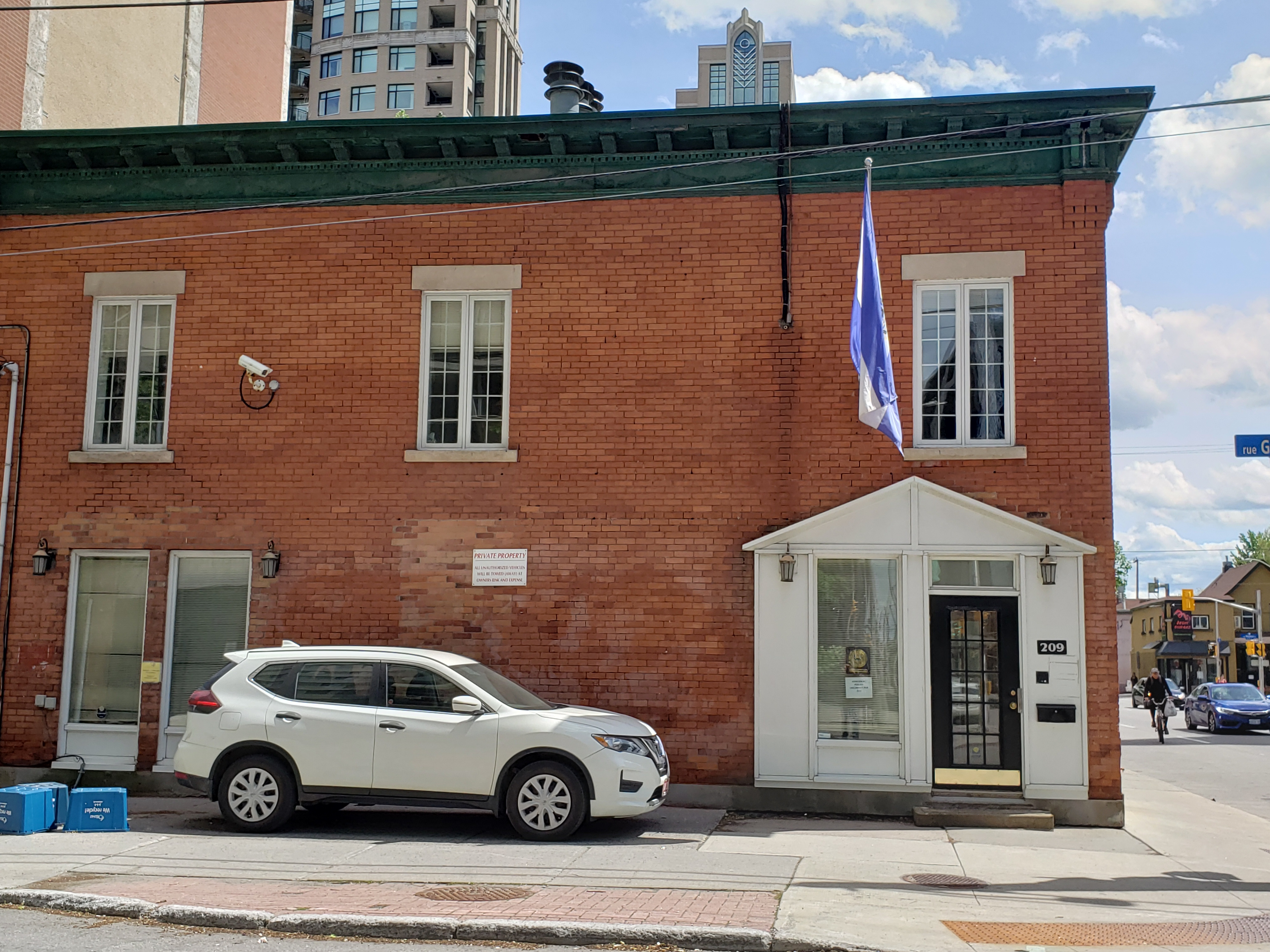
Embajada de El Salvador en Ottawa

## Misiones diplomáticas residentes
- Canadá tiene una embajada en San Salvador.[8]
- El Salvador tiene una embajada en Ottawa y consulados-generales en Calgary, Montreal, Toronto, Vancouver y Winnipeg.[9]